# Bichl (Haute-Bavière)
Pour les articles homonymes, voir Bichl.
Bichl est un village de Bavière (Allemagne), située dans l'arrondissement de Bad Tölz-Wolfratshausen, dans le district de Haute-Bavière.